# Qué hacer (novela)
Qué hacer es una novela experimental del escritor argentino Pablo Katchadjian. Fue publicada en Argentina en 2010 por Bajo la luna y en 2021 por la editorial Blatt & Ríos y en España por Hurtado & Ortega.

## Sinopsis
En la contratapa de la edición de Blatt & Ríos:
“Alberto y yo” son los indestructibles personajes de las asombrosas aventuras de Qué hacer. Todo arranca en una de esas escenas de aula que cualquier profesor teme: un alumno hace una pregunta que no se entiende. Acto seguido, agarra a Alberto y se lo mete en la boca. Pero Alberto sobrevive, claro. Sobrevive con su fiel amigo y narrador a este y a innumerables peligros de todo pelaje, de los que entran y salen como por arte de magia, con fondos y escenarios que varían también a alta revolución: discotecas, trincheras, cantinas, barcos, manantiales e islas donde se encuentran con bebedores, soldados, pobres de espíritu y viejas que cantan. Pero toda esta sucesión de aventuras que se repiten y renuevan giran alrededor de la pregunta que da título al libro: qué hacer y cómo. El libro responde y, al mismo tiempo, deja la respuesta en suspenso. Como todos los buenos libros, Qué hacer propone sentidos superpuestos. Quizá es por eso que, a más de una década de la primera edición, la novela sigue sumando lecturas y relecturas.

## Análisis
En su artículo "Infinito y sustracción en Qué hacer, de Pablo Katchadjian", Victoria Cóccaro afirma

La novela experimental Qué hacer (2010) de Pablo Katchadjian está tramada por un procedimiento de repetición y combinatoria que monta, de modo imprevisible y desenfrenado, diferentes escenarios, objetos, acciones y personajes. Se trata de una fuerza novelesca o energía narrativa donde se advierte un atravesamiento de lo viviente en tanto potencia de transformación aleatoria. En el contexto de una disputa en torno a esta capacidad de variación, esta prosa pone en acto fugas, fallas, desvíos, desbordes y destotalizaciones que interrogan modos de subjetivación, ordenamientos temporales, formas de lo pensable y administraciones de lo sensible, ensayando resistencias que se alejan, a su vez, de un modelo de revolución